# Ma'oz Aviv

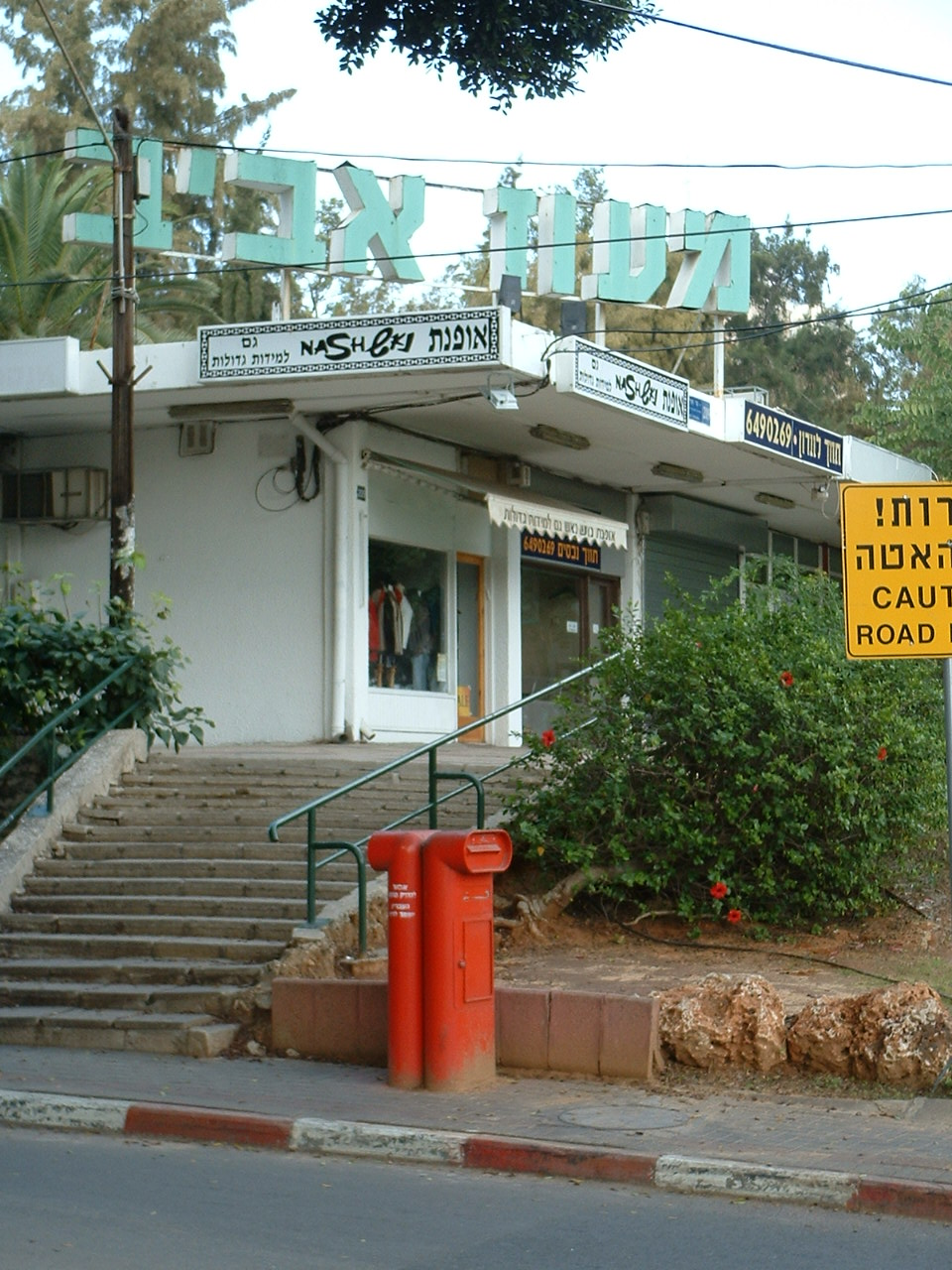
Obchodní centrum ve čtvrti Ma'oz Aviv

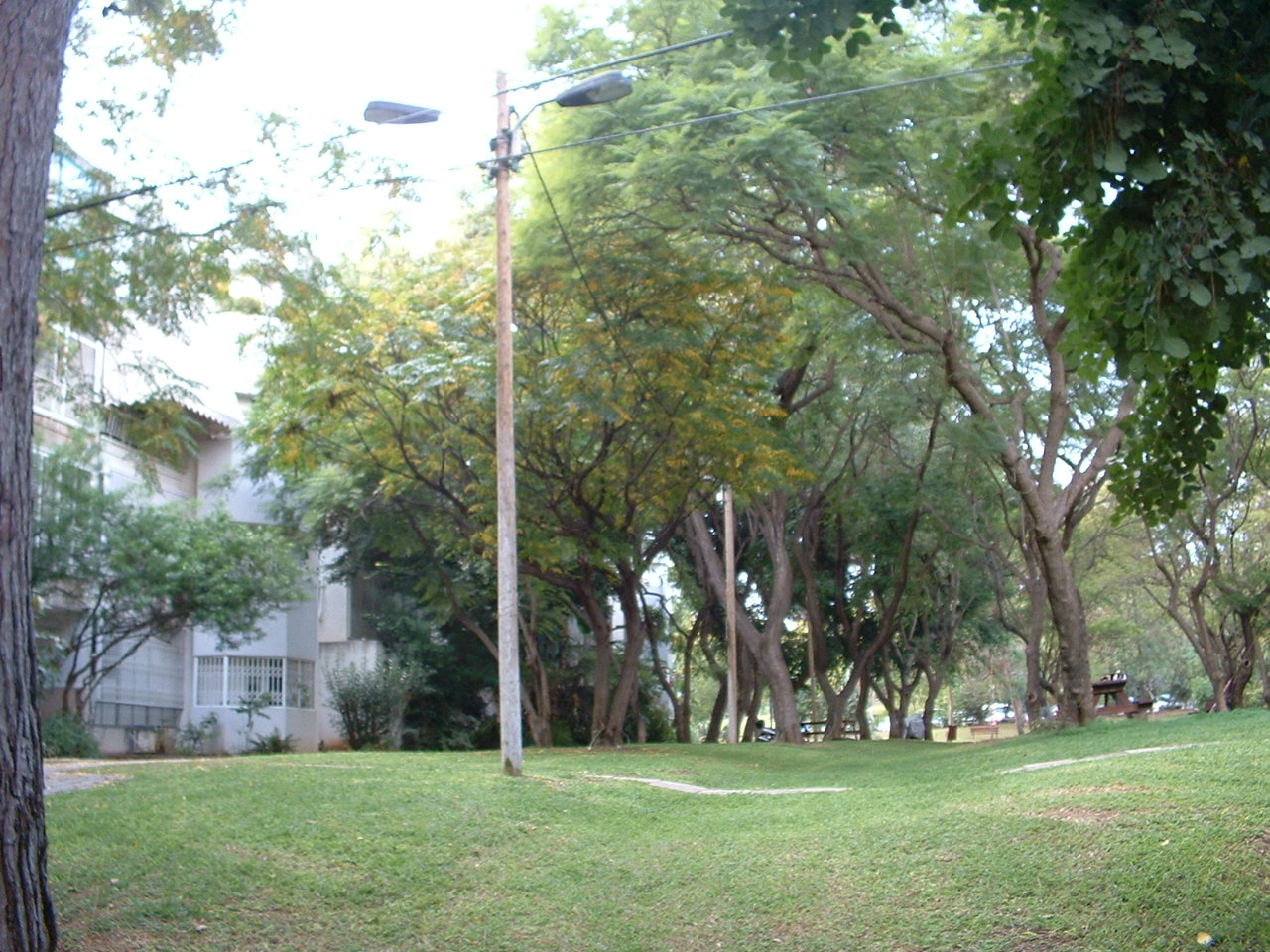
Zástavba a veřejná zeleň ve čtvrti Ma'oz Aviv

Ma'oz Aviv (hebrejsky: מעוז אביב, doslova Jarní pevnost) je čtvrť v severovýchodní části Tel Avivu v Izraeli. Je součástí správního obvodu Rova 2 a samosprávné jednotky Rova Cafon Mizrach. Rozděluje se dále na podčásti Ma'oz Aviv Alef a Ma'oz Aviv Bet.

## Geografie
Leží na severovýchodním okraji Tel Avivu, cca 3,5 kilometru od pobřeží Středozemního moře a cca 1,5 kilometrů severně od řeky Jarkon, v nadmořské výšce cca 30 metrů. Na východě sousedí se čtvrtí Hadar Josef, na severu s Ne'ot Afeka Alef a Tel Baruch Darom, na západě areálem Telavivské univerzity, odděleným ovšem dopravním koridorem s takzvanou Ajalonskou dálnicí (dálnice číslo 20) a železniční tratí. Na jihu pak čtvrť sousedí a s pásem zeleně podél Jarkonu (Park Jarkon), kde se rozkládá sportovní areál Národní sportovní centrum Tel Aviv (Merkaz ha-sport ha-le'umi Tel Aviv) a dále k jihozápadu i výstavní areál Tel Aviv Exhibition Centre.

## Popis čtvrti
Plocha čtvrti je vymezena na severu třídou Sderot Keren kajemet le-Jisra'el, na jihu křižovatkou ulic Bnej Efrajim a Refidim, na východě ulicí Bnej Efrajim a na západě ulicí Refidim. Nachází se tu nižší individuální i vícepodlažní hromadná zástavba. V roce 2007 tu žilo 7990 obyvatel (údaje společné za čtvrti Ma'oz Aviv a Tel Baruch).  Čtvrť se dělí na dvě podčásti: starší Ma'oz Aviv Alef a novější Ma'oz Aviv Bet, která je situována východně od ulice Bnej Efrajim.